# Čechoslováci v cizinecké legii během války v Indočíně
Přítomnost Čechoslováků v cizinecké legii během války v Indočíně je méně známá část novodobé československé historie. Válka v Indočíně je považována za ozbrojený konflikt s největší účastí Čechoslováků od 2. světové války.

## Příčiny vstupu do legie
Důvody, proč Čechoslováci do legie vstupovali, byly různé. Část z touhy po dobrodružství. Jiní se nemohli dostat do Francie, a vstup do legie jim to mohl umožnit. Většina se do ní dostala díky bídě po útěku z ČSR a agitaci agentů, kteří sháněli rekruty. Jen menšina chtěla bojovat proti komunismu.

## Počty
Během války v Indočíně (1946-1954) sloužilo v cizinecké legii asi 2000 Čechoslováků. Z toho zhruba 500 padlo a 114 bylo zajato (jen asi 37 zajetí přežilo). Přibližně 133 legionářů bylo repatriováno zpět do Československa.

## Filmografie
- Černý prapor, Československo 1958, režie: Vladimír Čech; hrají: Jaroslav Mareš, František Peterka, Günther Simon, Hannjo Hasse, Kurt Oligmüller